# Perlen-Kofferfisch
Der Perlen-Kofferfisch (Lactophrys triqueter) wird im Deutschen auch Glatter Kofferfisch genannt.
Er lebt im tropischen, westlichen Atlantik, von den Bermudas bis zur Küste des nordöstlichen Brasilien, in der Karibik und im Golf von Mexiko. Mit dem Golfstrom werden Exemplare bis an die Küste Neu-Englands und Kanadas verdriftet.
Die Fische leben in kleinen Gruppen oder als Einzelgänger und halten sich in flachem Wasser bis in einer Tiefe von 25 Metern, bevorzugt über Korallenriffen, auf. Sie ernähren sich von verschiedenen Wirbellosen, wie Krebse, Würmer, Muscheln, Schnecken, Seescheiden und Schwämme. Daneben fressen sie auch Algen und Seegras. Im Boden verborgene Beute blasen sie mit einem Wasserstrahl frei. Perlen-Kofferfische werden 30 Zentimeter lang.
In den Vereinigten Staaten ist er ein beliebter Zierfisch für das Meerwasseraquarium.